# Cassandra (base de données)
Pour les articles homonymes, voir Cassandra.
Apache Cassandra est un système de gestion de base de données (SGBD) de type NoSQL conçu pour gérer des quantités massives de données sur un grand nombre de serveurs, assurant une haute disponibilité en éliminant les points de défaillance unique. Il permet une répartition robuste sur plusieurs centres de données, avec une réplication asynchrone sans nœud maître et une faible latence pour les opérations de tous les clients.
Cassandra met l'accent sur la performance. En 2012, des chercheurs de l'université de Toronto étudiant les systèmes NoSQL ont conclu : « en termes d'adaptabilité, il y a un gagnant indiscutable. Cassandra atteint le plus fort débit sur le maximum de nœuds dans tous les tests » même si « cela se fait au détriment d'une latence élevée sur les lectures et les écritures ».
Le projet est publié en logiciel libre et porté par la fondation Apache.

## Histoire
Initialement développée par Facebook, l'application a été mise à disposition en logiciel libre en juillet 2008, et rapidement adopté par des entreprises gérant d'importants volumes de données, telles  Twitter, Netflix, digg.com ou Spotify. Jeff Hammerbacher (en), directeur de la division Data chez Facebook, a décrit Cassandra comme une application de type  BigTable servie par une infrastructure proche de Amazon DynamoDB (en).
En 2023 selon db-engines.com, Cassandra occupe la 12e place dans le classement des systèmes de gestion de bases de données les plus populaires tous types confondus, et la 4e place pour les systèmes de gestion de bases de données NoSQL (derrière MongoDB, Redis et Elasticsearch).

## Fonctionnalités

### Décentralisation
Tous les nœuds d'une grappe ont le même rôle. Il n'y a pas de point de défaillance unique. Les données sont distribuées dans la grappe de serveurs (chaque nœud contient des données différentes), et il n'y a pas de nœud maître : tous les nœuds peuvent traiter toutes les requêtes.

### Langage de requête
Le langage de requête spécifique à Cassandra s'appelle CQL (pour Cassandra Query Language). Des implémentations existent pour les langages Java (JDBC), Python (DBAPI2), Node.js (Helenus), Go (gocql),C_Sharp (CassandraCSharpDriver) et C++.
Voici un exemple de création d'un espace de clés contenant une famille de colonnes en CQL 3.0 :
```
CREATE
 
KEYSPACE
 
MonEspaceDeCle

  
WITH
 
REPLICATION
 
=
 
{
 
'class'
 
:
 
'SimpleStrategy'
,
 
'replication_factor'
 
:
 
3
 
}
;

USE
 
MonEspaceDeCle
;

CREATE
 
COLUMNFAMILY
 
MesColonnes
 
(
id
 
text
,
 
Nom
 
text
,
 
Prenom
 
text
,
 
PRIMARY
 
KEY
(
id
));

INSERT
 
INTO
 
MesColonnes
 
(
id
,
 
Nom
,
 
Prenom
)
 
VALUES
 
(
'1'
,
 
'Doe'
,
 
'John'
);

SELECT
 
*
 
FROM
 
MesColonnes
;

```

Ce qui donne :
```
 id 
|
 nom 
|
 prenom
----+-----+--------
  1 
|
 Doe 
|
   John

(
1 rows
)

```

## Modèle de données
Cassandra est basée sur une structuration en paires clé-valeur de type cohérent à terme. L'architecture relationnelle est orientée colonne, avec des éléments plus traditionnels (stockage horizontal des paires). Les données sont distribuées selon leur clé primaire dans des tables. Le premier élément de cette clé primaire est appelé clé de partition; dans une partition, les données sont groupées selon les autres colonnes composant la clé primaire. D'autres colonnes peuvent être indexées séparément de la clé primaire.
Des tables peuvent être créées, supprimées ou modifiées pendant l'exécution, sans bloquer les modifications et les requêtes.
Cassandra ne peut ni faire de jointures, ni sous-requêtes. Cassandra privilégie la dénormalisation des données.